# IC 4691
IC 4691 ist eine elliptische Galaxie vom Hubble-Typ E-S0 im Sternbild Ophiuchus am Nordsternhimmel. Sie ist schätzungsweise 286 Millionen Lichtjahre von der Milchstraße entfernt.
Das Objekt wurde von Edward Emerson Barnard entdeckt.